# BDLP
BDLP (acrónimo de Banda Desenhada da Língua Portuguesa) é um fanzine luso-angolano dedicado à banda desenhada. Criada em 2010 pelo autor português João Mascarenhas e os angolanos Lindomar e Olímpio de Sousa, responsáveis pelo Luanda Cartoon, a publicação independente destina-se a publicar a cada edição, histórias da banda desenhada dos autores lusófonos. Em 2013, a Câmara Municipal da Amadora atribuiu o Prémio Nacional de Banda Desenhada à revista na categoria de melhor fanzine. Em 2014, o fanzine foi nomeado para o prémio de melhor banda desenhada alternativa, do Festival Internacional de banda desenhada de Angolema, um dos mais prestigiados do mundo. No mesmo ano, ganhou o 26.º Troféu HQ Mix (prémio brasileiro de banda desenhada) na categoria "destaque língua portuguesa".